# Nieuport 16
Die Nieuport 16 war ein französisches Doppeldecker-Jagdflugzeug im Ersten Weltkrieg, welches von Konstrukteur Gustave Delage von der Firma Nieuport entworfen wurde.

## Entwicklung
Die Nieuport 16 war eine Weiterentwicklung der Nieuport 11 und war von dieser äußerlich kaum zu unterscheiden. Sie besaß den stärkeren 110 PS Le Rhóne-Umlaufmotor, einen für den schweren Antrieb verstärkten Rumpf, einer Nackenstütze für den Piloten und Tragflächen mit leicht vergrößerter Spannweite, was ihre Flugleistungen gegenüber der Nieuport 11 zwar weiter verbesserte, aber das Flugzeug auch kopflastiger machte.
Die Bewaffnung der Ni16 bestand meist aus einem über den Propellerkreis feuernden Lewis-MG. Mit Einführung der synchronisierten Maschinengewehre wurden später auch Vickers-MG eingebaut. Zur Bekämpfung von Ballons und Luftschiffen wurden an den Streben auch Le-Prieur-Raketen angebracht.

## Einsatz

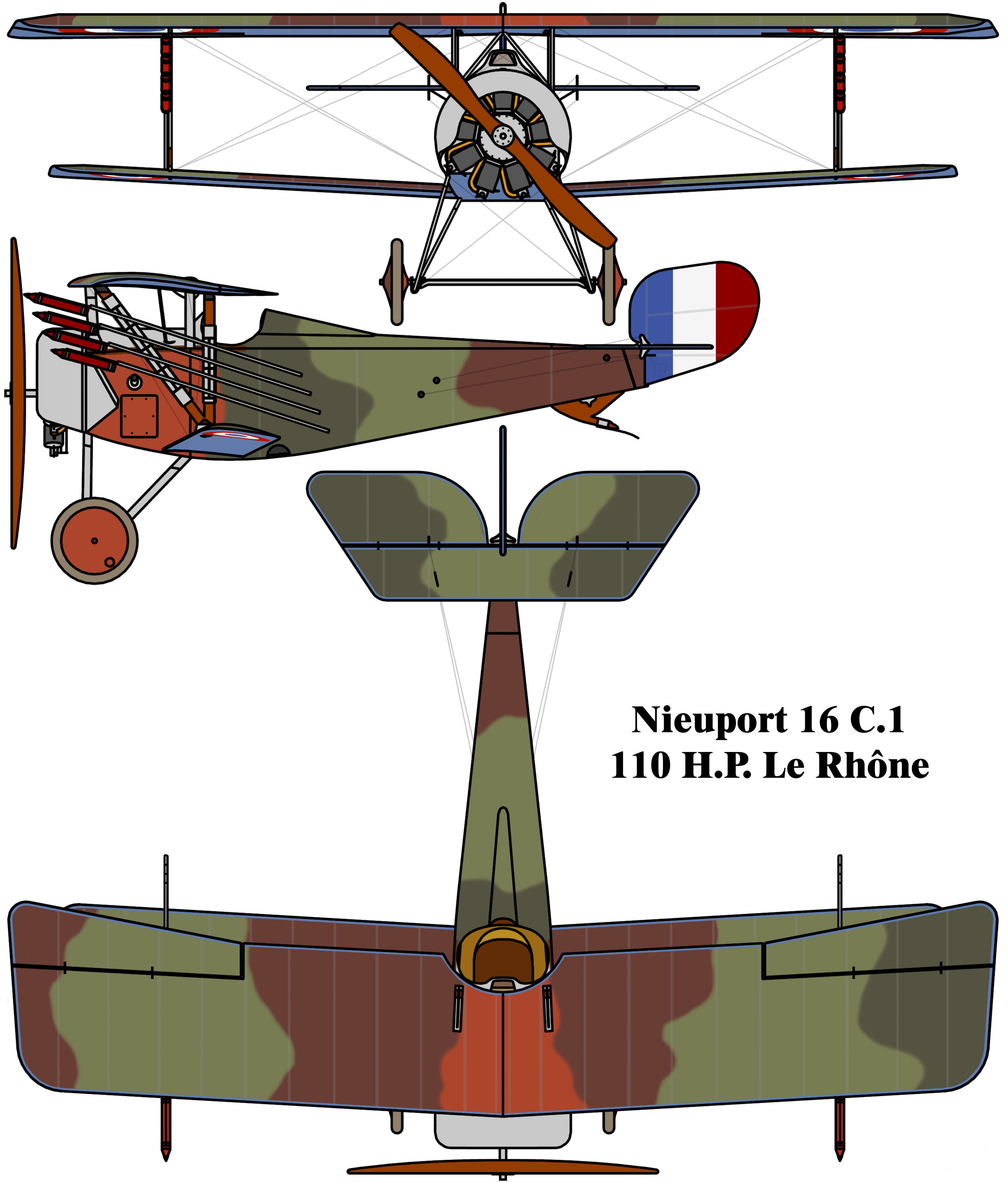
Dreiseitenansicht

Im Frühjahr 1916 gelangten die ersten Flugzeuge an die Front und ersetzten allmählich die in den escadrilles de chasse der französischen Fliegertruppe eingesetzten Nieuport 10 und 11.
Das Flugzeug wurde auch vom britischen Heeres- und Marinefliegern, den belgischen und den russischen Luftstreitkräften geflogen, die es in Lizenz in der russischen Flugzeugfabrik Duks in Moskau nachbauen ließen.
Insgesamt wurde nur eine relativ geringe Zahl an Ni16 geliefert, da kurz darauf die noch stärkere Nieuport 17 an die Front kam.

## Technische Daten
| Antrieb               | Antrieb                              |
| --------------------- | ------------------------------------ |
| Motor                 | Le Rhone-9Ja-Umlaufmotor             |
| Leistung              | 110 PS (82 kW)                       |
| Leistungen            |                                      |
| Höchstgeschwindigkeit | 165 km/h                             |
| Abmessungen           |                                      |
| Spannweite            | 7,52 m                               |
| Höhe                  | 2,40 m                               |
| Länge                 | 5,64 m                               |
| Leergewicht           | 375 kg                               |
| Startgewicht          | 570 kg                               |
| Bewaffnung            |                                      |
| Bewaffnung            | 1 Vickers oder Lewis-Maschinengewehr |